# Enantia citrinella
Enantia citrinella is een vlindersoort uit de familie van de Pieridae (witjes), onderfamilie Dismorphiinae.
Enantia citrinella werd in 1861 beschreven door C. & R. Felder.